# ウルトラわんちゃん
『ウルトラわんちゃん』もしくは『アンダードッグ ショー』（原題：The Underdog Show）は、1964年10月3日から1967年3月までNBCにて放送されたアメリカ合衆国のアニメーション作品である。

## 概要
『スーパーマン』をイメージしたヒーローアニメ。毎回街中で起きる様々な事件をアンダードッグが解決、事件が解決した後は空を飛んで去ろうとすると、街の人達が彼を見て「あっ、あれは何だ!?」「鳥だ!」「飛行機だ!」「カエルよ!」と叫び、「カエル？」と周囲が驚き、それを聞いたアンダードッグが「みんな分かっちゃいないなァ。僕はアンダードッグ」と呟きながら飛んでいると、最後は建物などにぶつかるというのがオチである。
番組フォーマットは4本立て（後に5本立て）で、最初と最後に本作を2話に分けて放送、間には『タキシード・ペンギン』、『ゴー・ゴー・インディアン』、『クロンダイク・キャット』などを放送した。
2007年8月3日に「鉄ワン・アンダードッグ」として実写化された。

## 日本での放送
日本では1968年1月8日から1969年1月6日までフジテレビで放送された。放送時間（JST）は1968年1月から同年3月25日までは月曜18:15 - 18:45だが、1968年4月8日以降は平日18:00 - 18:15の帯再放送枠（当時は『ポパイ』）との枠交換で15分繰上がり、月曜18:00 - 18:30となった。
なお1968年4月1日は、ベトナム戦争関連報道特別番組『アメリカとベトナムの今後』が急遽編成されたため、休止になった。
その後は、主に東京12チャンネル（現：テレビ東京）の『まんがキッドボックス』や『マンガのくに』で再放送された。
2000年から2002年12月までカートゥーンネットワークで『アンダードッグ ショー』のタイトルで新吹き替え版が放送されたことがある。

## 主なキャラクター
アンダードッグ
声 - ウォリー・コックス（原語版）/ 近石真介（ウルトラわんちゃん版） / 鈴木正和（アンダードッグ ショー版）
主人公である犬。アンダードッグに変身前はどこの誰ともわからぬ靴磨きの少年だが、いざという時は電話ボックスに駆けつけ、アンダードッグに変身する。
スイートポーリー
声 - ノーマ・マクミラン（原語版）/ ?（ウルトラわんちゃん版） / 浜野ゆうき（アンダードッグ ショー版）
アンダードッグの片思いの相手。
ナレーション
声 - ジョージ・S・アーヴィング(原語版) / ?（ウルトラわんちゃん版） / 楠見尚己（アンダードッグ ショー版）
本編で語っている男、オープニングの冒頭部分でも担当。

### 敵
サイモン・バー・シニスター
声 - アレン・スウィフト(原語版)
アンダードッグと敵対するマッドサイエンティスト。
このキャラクターはライオネル・バリモアがモデルとなっており、原語版の声優であるアレン・スウィフトは、バリモアをまねた演技をした。
そのほかの出演者：月まち子、栗葉子、熊倉一雄、原田一夫（いずれもウルトラわんちゃん版）

## 作品リスト
アンダードッグの作品のみまとめてカウントする。
| 本数 | 邦題（フジ版）       | 邦題（CN版）     | 原題                         |
| ---- | -------------------- | ---------------- | ---------------------------- |
| 1    |                      |                  | Safe Waif                    |
| 2    |                      |                  | The March Of The Monsters    |
| 3    | サイモンの言うとおり | サイモンは言った | Simon Says                   |
| 4    |                      |                  | Tricky Trap By Tap Tap       |
| 5    |                      |                  | Go Snow                      |
| 6    |                      |                  | Zot                          |
| 7    |                      |                  | The Great Gold Robbery       |
| 8    |                      |                  | Fearo                        |
| 9    |                      |                  | The Big Shrink               |
| 10   |                      |                  | The Bubbleheads              |
| 11   |                      |                  | From Hopeless To Helpless    |
| 12   |                      |                  | The Witch Of Pickyoon        |
| 13   |                      |                  | Weathering The Storm         |
| 14   |                      |                  | The Gold Bricks              |
| 15   |                      |                  | The Magnet Men               |
| 16   |                      |                  | The Phoney Booths            |
| 17   |                      |                  | Pain Strikes Underdog        |
| 18   |                      |                  | The Molemen                  |
| 19   |                      |                  | The Flying Sorcerers         |
| 20   |                      |                  | The Forget-Me-Net            |
| 21   |                      |                  | Whistler's Father            |
| 22   |                      |                  | Simon Says "No Thanksgiving" |
| 23   |                      |                  | The Silver Thieves           |
| 24   |                      |                  | Riffraffville                |
| 25   |                      |                  | The Tickle Feather Machine   |
| 26   |                      |                  | Underdog Vs. Overcat         |
| 27   |                      |                  | The Big Dipper               |
| 28   |                      |                  | Just In Case                 |
| 29   |                      |                  | The Marble Heads             |
| 30   |                      |                  | Simon Says "Be My Valentine" |
| 31   |                      |                  | Round And Round              |
| 32   |                      |                  | A New Villain                |
| 33   |                      |                  | Batty-Man                    |
| 34   |                      |                  | The Vacuum Gun               |

## 主題歌
- 「Underdog Show Theme Song」

旧吹き替え版は不明だが、新吹き替え版ではカートゥーンネットワーク版を使っていて日本語で歌っている。

## スタッフ

### 日本語版スタッフ
カートゥーンネットワーク版
- 翻訳 - ?
- 演出 - ?
- 日本語版制作 - カートゥーンネットワーク、東北新社